# Spinnstube

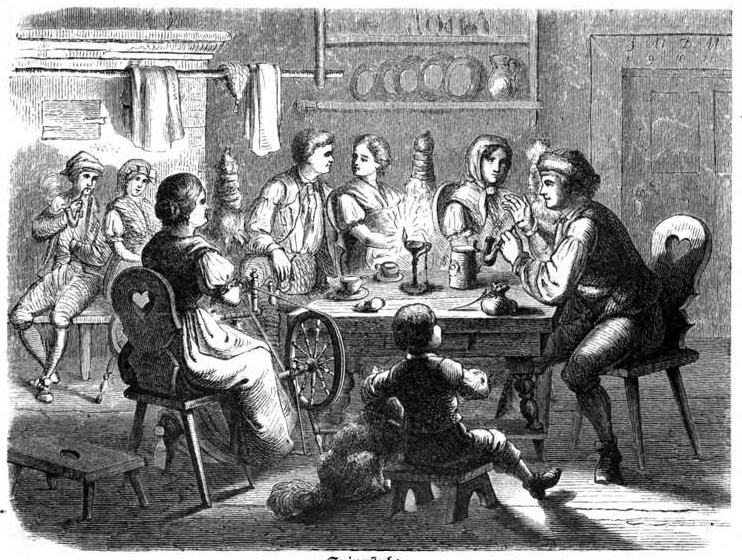
Spinnstube (Illustration von 1863)

Unter einer Spinnstube oder einem Spinnboden (auch Lichtstube, Lichtkärz, z’Liacht, zu Licht gehen, Lichtabend, Liot-Oobad, Rähstube, Rockenstube, Kunkelkammer oder Brechelstube)  versteht man einen Ort, an dem die langen Winterabende gemeinsam vor allem mit geselligen Handarbeiten verbracht wurden.

## Geschichte
Spinnstuben waren in den Wintermonaten Treffpunkte der unverheirateten Frauen: Üblicherweise traf sich ein Mädchenjahrgang, um für seine Aussteuer zu spinnen und andere Handarbeiten zu verrichten; dies diente nicht nur der Geselligkeit, sondern hatte auch ökonomische Gründe: Vor Einführung der elektrischen Beleuchtung konnten so Kienspäne, Kerzen, Öllampen sowie Heizmaterial durch die gemeinschaftliche Nutzung effizienter genutzt und damit eingespart werden.
Junge Männer besuchten die Spinnstuben nicht immer. Solange sie noch zu jung waren, um eine Wirtschaft zu besuchen, trafen sie sich in ihren Altersjahrgängen getrennt von den Mädchen. Allerdings war es vielfach üblich, dass die Burschen die Mädchen am Ende des Abends besuchten und nach Hause begleiteten. Das war eine der wenigen Gelegenheiten, wo es möglich war, halbwegs unbeobachtet eine Beziehung anzubahnen.
In der Folge galten Spinnstuben bei weltlicher wie geistlicher Obrigkeit als Orte sexueller Ausschweifung: so gab es ab dem 16. Jahrhundert von katholischer wie evangelischer Seite Bestrebungen, die Lichtstuben zu verbieten; teilweise wurden die dort zum Tanz aufspielenden Musiker verhaftet, da die Zusammenkünfte auch zum unabhängigen Nachrichtenaustausch dienen mochten. Die Kontrolle wurde teilweise durch die Installation eines Lichtherrn gewährleistet, welcher der geistlichen Obrigkeit verantwortlich war.
Die Kirchenkonvente in Württemberg, bestehend aus Vogt, Pfarrer und zwei bis drei Richtern, entwickelten sich zur regelrechten Sittenpolizei. Im 18. Jahrhundert wurden neben Lichtkerzen (Spinnstuben) auch Spielabende, Kegelspiel, außereheliche Schwangerschaften und Fastnachtsbräuche nach kriminalistischen Verhören mit Geld- und Freiheitsstrafen belegt.
Ernest Borneman nennt insbesondere folgende obszöne Begriffe aus dem Spinnstubenjargon:
- Brechelbraut, Flachskönigin, Handelsbraut, Raufbraut: Das hübscheste Mädchen wurde zur Zeit des Flachsbrechens zur Brechelbraut gewählt.
- Brechelbusch: Die Brechelbraut besaß als Zepter einen mit Bändern verzierten Tannenwipfel, den sie unter die Burschen warf, damit sie sich darum rauften: Wer ihn eroberte, gewann die Gunst der Brechelbraut.
- Farkel: An der Rückseite ihres Kittel trug die Brechelbraut einen Flachskranz, den die Burschen mit einem Eimer Wasser zu tränken versuchten, um das Mädchen dazu zu bringen, Röcke und Unterröcke zum Trocknen aufzuhängen.
- Agenschoppen: Der Flachsabfall (Agen) wurde den Burschen von den Mädchen in die Hosenbünde gestopft, was als spielerischer Vorwand zu einem schnellen Griff an das so genannte beste Stück, das männliche Genital, diente.
- Fleischhaufen: Nach dem Tanz ließen sich alle Teilnehmer auf den Boden fallen, wobei ein möglichst hoher Menschenhaufen entstehen sollte, in dem Gelegenheit zur gegenseitigen Berührung gegeben war. Besonders diese Sitte erregte Anstoß und wurde in zahlreichen Predigten verurteilt.
- flachsbrecheln, flachsen: Unsinn erzählen, dumme Scherze machen.
- haardörren: Flachs trocknen oder koitieren.
- Brechelkinder: Im Herbst geborene Kinder, die womöglich während des Flachsbrechelns in den vorhergegangenen Wintermonaten in den Spinnstuben gezeugt worden sein konnten.

In Teilen Unterfrankens wurden diese Spinnstuben auch als Rähstube bezeichnet. Dieser Name leitet sich aus dem Wort reihum ab, da man hier eine Gemeinschaft bildete, in denen die Zusammenkünfte reihum in den Häusern der Mitglieder stattfanden.

## Verwendung als Eigenname für Vereine
Eine wichtige Archivbibliothek und Beratungsstelle für lesbische Frauen und Transpersonen in Berlin trägt den Namen Spinnboden – Lesbenarchiv und Bibliothek e. V.